# 第31步兵師 (德國國防軍)
第31步兵師（德語：31. Infanterie-Division）是納粹德國國防軍陸軍的一個步兵師。該師於1936年10月在不伦瑞克組建。
第二次世界大戰期間，該師參與入侵波蘭、入侵法國行動，1941年6月，該師並參與巴巴羅薩行動。該師於1944年7月巴格拉基昂行動期間被殲。
同年秋天，該師重建，並改編為第31擲彈兵師（德語：31. Grenadier-Division），不久改編為第31國民擲彈兵師（德語：31. Volksgrenadier-Division）。
該師最後於1945年5月在海爾半島向苏联红军投降。

## 引用
1. 1 2 3  Mitcham 2007.
2. ↑  Nafziger 1996，第51頁.